# Носівська сільська рада (Підгаєцький район)
Но́сівська сільська́ ра́да — адміністративно-територіальна одиниця та орган місцевого самоврядування в Підгаєцькому районі Тернопільської області. Адміністративний центр — село Носів.

## Загальні відомості
- Територія ради: 26,288 км²
- Населення ради: 692 особи (станом на 2001 рік)
- Територією ради протікає річка Золота Липа

## Населені пункти
Сільській раді підпорядковані населені пункти:
- с. Носів

## Населення
За переписом населення України 2001 року в сільській раді мешкали 692 особи.

### Мова
Розподіл населення за рідною мовою за даними перепису 2001 року:
| Мова       | Відсоток |
| ---------- | -------- |
| українська | 99,13 %  |
| російська  | 0,58 %   |
| молдовська | 0,14 %   |

## Склад ради
Рада складається з 14 депутатів та голови.
- Голова ради: Панашій Іван Євгенович
- Секретар ради: Моравська Віра Михайлівна

### Керівний склад попередніх скликань
| Прізвище, ім'я, по батькові | Основні відомості                                                 | Дата обрання | Дата звільнення |
| --------------------------- | ----------------------------------------------------------------- | ------------ | --------------- |
| Кифор Микола Васильович     | Сільський голова, 1958 року народження, безпартійний              | 26.03.2006   | 31.10.2010      |
| Панашій Іван Євгенович      | Сільський голова, 1975 року народження, освіта вища, безпартійний | 31.10.2010   |                 |

Примітка: таблиця складена за даними сайту Верховної Ради України

### Депутати
За результатами місцевих виборів 2010 року депутатами ради стали:

#### За суб'єктами висування
| Суб'єкт висування | Кількість обраних депутатів | %   |
| ----------------- | --------------------------- | --- |
| Самовисування     | 14                          | 100 |

#### За округами
| № округу | Прізвище, ім'я, по батькові  | Дата визнання обраним | Освіта             | Партійна приналежність | Відомості про обраного депутата                      |
| -------- | ---------------------------- | --------------------- | ------------------ | ---------------------- | ---------------------------------------------------- |
| 1        | Рокецька Анастасія Юріївна   | 10.11.2010            | середня            | позапартійна           | Носівський фельдшерсько-акушерський пункт, санітарка |
| 2        | Моравська Віра Михайлівна    | 10.11.2010            | середня            | позапартійна           | тимчасово не працює                                  |
| 3        | Масний Микола Антонович      | 10.11.2010            | незакінчена вища   | позапартійний          | тимчасово не працює                                  |
| 4        | Луців Галина Ярославівна     | 10.11.2010            | вища               | позапартійна           | Носівська сільська рада, бухгалтер                   |
| 5        | Залипецька Ольга Василівна   | 10.11.2010            | середня спеціальна | позапартійна           | тимчасово не працює                                  |
| 6        | Конопка Галина Іванівна      | 10.11.2010            | вища               | позапартійна           | Насівська загальноосвітня школа, вчитель             |
| 7        | Барбарич Ярослав Васильович  | 10.11.2010            | середня            | позапартійний          | студент                                              |
| 8        | Комарницький Іван Михайлович | 10.11.2010            | середня спеціальна | позапартійний          | Носівська загальноосвітня школа, вчитель             |
| 9        | Бартків Надія Євгенівна      | 10.11.2010            | середня спеціальна | позапартійна           | тимчасово не працює                                  |
| 10       | Горбаль Оксана Миколаївна    | 10.11.2010            | середня спеціальна | позапартійна           | тимчасово не працює                                  |
| 11       | Луців Богдан Васильович      | 10.11.2010            | середня            | позапартійний          | тимчасово не працює                                  |
| 12       | Сміх Ольга Іванівна          | 10.11.2010            | вища               | позапартійна           | Носівська загальноосвітня школа, вчитель             |
| 13       | Душняк Любомир Степанович    | 10.11.2010            | середня            | позапартійний          | тимчасово не працює                                  |
| 14       | Рокецька Степанія Василівна  | 10.11.2010            | середня спеціальна | позапартійна           | Носівський відділ зв., листоноша                     |